# Escepticismo

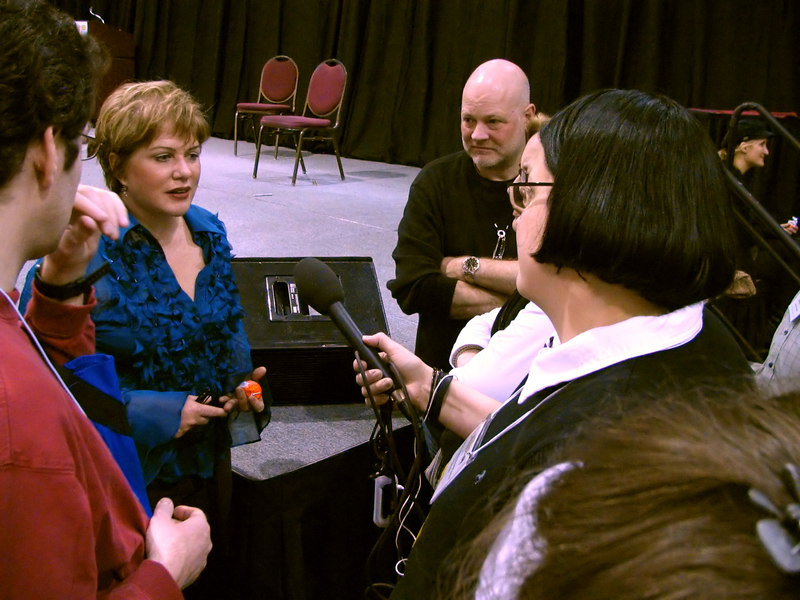
Entrevista de los productores del podcast «Skepticality»

El escepticismo, en un sentido amplio, es generalmente cualquier actitud de duda hacia el conocimiento de algo, sea esto: hechos, opiniones o creencias declaradas como hechos, o de duda respecto de afirmaciones que son tomadas por supuestos en otra parte.
El escepticismo en filosofía es una teoría del conocimiento que afirma la inexistencia de la verdad, o que, si existe, el ser humano es incapaz de conocerla. El término se usó para nombrar a los miembros de la escuela filosófica que "no afirman nada", es decir, que se quedan en reflexión sin pronunciarse ni aceptando ni negando. Adherentes del pirronismo (y más recientemente, sinónimo parcial con falibilismo), por ejemplo, suspenden el juicio en las investigaciones. Los escépticos pueden incluso dudar de la fiabilidad de sus propios sentidos. El escepticismo religioso, por el otro lado, es una "duda respecto de los principios religiosos básicos (tales como la inmortalidad, la providencia, la revelación o la existencia de la deidad)".  El escepticismo científico exige dudar de toda la información que no sea apoyada por la evidencia, por lo cual examina científicamente la veracidad de las teorías al someterlas a una investigación sistemática a través del método científico para descubrir si existen pruebas empíricas que las apoyen.

## Etimología
El escepticismo clásico deriva del griego skeptikós. Usualmente se considera que está relacionado con el significado de "pensativo" o "reflexivo", posiblemente por influencia de la traducción de Lyddel & Scott al inglés. Sin embargo, el término está vinculado con el verbo σκέπτομαι (sképtomai): mirar, observar, examinar, investigar y éste, a su vez, del proto-indo-europeo speḱ: mirar
Del mismo origen provienen los nombres de objetos con el sufijo "-scopio":
- telescopio. De τέλος: observar a lo lejos
- microscopio. De μικρό: observar lo pequeño
- caleidoscopio. De καλοσ y είδος: observar la bella imagen
- estetoscopio. De στήθος: observar el pecho

Etimológicamente, entonces, el escepticismo parecería estar mucho más caracterizado por la insistencia en la observación cuidadosa y detenida y en el - para ello requerido - estado de tranquilidad de la mente, más que por la duda o la desconfianza metódica como suele sostenerse.

## Historia
Como escuela o movimiento filosófico, el escepticismo surgió tanto en la antigua Grecia como en la India. En India, la escuela de filosofía de Ajñana defendió el escepticismo. Fue un importante rival temprano del budismo y el jainismo, y una gran influencia en el budismo. En Grecia, los filósofos ya desde Jenófanes expresaron opiniones escépticas, al igual que Demócrito y varios sofistas. Gorgias, por ejemplo, argumentó que nada existe, que incluso si hubiera algo no podríamos conocerlo, y que incluso si pudiéramos saberlo, no podríamos comunicarlo. El filósofo heraclíteo Crátilo alegó que la comunicación es imposible ya que los significados cambian constantemente. Sócrates también tenía tendencias escépticas, alegando que solo sabía que no sabía nada.
Había dos escuelas principales de escepticismo en el mundo griego y romano antiguo. La primera fue el pirronismo, fundado por Pirrón; y la segunda fue el escepticismo académico, llamado así porque sus dos principales defensores, Arcesilao y Carnéades, eran los sucesores de la Academia de Platón. Los escépticos académicos negaban que el conocimiento fuese posible admitiendo un grado de probabilidad, mientras que los objetivos de los pirrónicos eran más bien psicológicos para lograr la suspensión del juicio (epojé) y la tranquilidad mental (ataraxia). 
El antiguo escepticismo se desvaneció durante el Imperio Romano tardío, particularmente después de que San Agustín atacara a los escépticos en su trabajo Contra los académicos. El interés revivió durante el Renacimiento y la Edad Moderna, particularmente después de que los escritos completos de Sexto Empírico se tradujeran al latín. Varios escritores católicos, incluidos Francisco Sánchez el Escéptico, Erasmo de Róterdam, Michel de Montaigne, Pierre Gassendi, Marin Mersenne, así como el calvinista Pierre Bayle, desplegaron antiguos argumentos escépticos.
El filósofo y matemático francés René Descartes en su obra Meditaciones de la primera filosofía, trató de refutar el escepticismo, después de haber formulado el caso del escepticismo más extremo posible, al afirma el conocimiento del yo (pienso, luego existo) y tratando de demostrar que Dios existe y no nos engañaría acerca de la realidad de la naturaleza.
En el siglo XVIII, el filósofo escocés David Hume ofreció un nuevo y poderoso caso de escepticismo. Hume era empirista, afirmando que todas las ideas se remontan a impresiones de los sentidos. Hume argumentó que, por razones empiristas, no hay razones sólidas para creer en Dios, el yo o alma, un mundo externo, una necesidad causal, una moralidad objetiva o un razonamiento inductivo. Hume abrazó lo que llamó un escepticismo moderado, mientras rechazaba un escepticismo pirroniano, que él consideraba poco práctico y psicológicamente imposible.
Hoy en día, el escepticismo sigue siendo un tema de debate entre los filósofos.

## Tipos

### Escepticismo filosófico
El escepticismo es una teoría del conocimiento que afirma la inexistencia de la verdad, o que, si existe, el ser humano es incapaz de conocerla. En la filosofía clásica el término se usó para designar a una corriente filosófica basada en la duda, representada en la escuela por el filósofo griego Pirrón, quien decía que "no afirmaba nada, solo opinaba".

### Escepticismo moral
El escepticismo moral es una clase de teoría metaética, cuyos miembros implican que nadie tiene ningún conocimiento moral.[cita requerida] Muchos escépticos morales también hacen la afirmación modal más fuerte de que el conocimiento moral es imposible.[cita requerida] El escepticismo moral se opone particularmente al realismo moral: la opinión de que hay verdades morales objetivas y que se pueden conocer. 

### Escepticismo científico
Un escepticismo científico (o empírico) es aquel que cuestiona las creencias con base al conocimiento científico. La mayoría de los científicos, siendo escépticos científicos, prueban la veracidad de ciertos tipos de afirmaciones al someterlas a una investigación sistemática a través del método científico. Como resultado, un número de afirmaciones son consideradas pseudocientíficas si se descubre que aplican inadecuadamente o ignoran los aspectos fundamentales del método científico. El escepticismo científico puede desechar creencias pertenecientes a cosas afuera de las observaciones perceptibles y por lo tanto fuera del ámbito de la falsabilidad/prueba empírica sistemática.

### Escepticismo religioso
El escepticismo religioso generalmente se refiere a dudar de determinadas creencias o afirmaciones religiosas. Históricamente, el escepticismo religioso puede rastrearse hasta Sócrates, quien dudó de muchas declaraciones religiosas de la época. El escepticismo religioso moderno típicamente pone más énfasis en los métodos científicos e históricos o en la evidencia. Michael Shermer escribió que es un proceso de descubrir la verdad en lugar de un rechazo en blanco. Por esta razón un escéptico religioso podría creer que Jesús existió en ese tiempo, pero cuestionar afirmaciones de que fue el Mesías o realizó milagros (véase historicidad de Jesús). El escepticismo religioso no es lo mismo que ateísmo o agnosticismo, a pesar de que a menudo implica actitudes escépticas hacia la religión y la teología (por ejemplo, la divina omnipotencia). Las personas religiosas son generalmente escépticas hacia las afirmaciones de otras religiones, al menos cuando dos confesiones entran en conflicto en alguna creencia declarada. Además, ellas pueden ser escépticas hacia las declaraciones hechas por ateos.

## Paradoja escéptica
La formulación general de la paradoja escéptica es que no sé si sé. Esto significa que si no sé siquiera si sé, al menos debo saber que "no sé si sé", entonces sé algo, pero si no sé que "no sé si sé", ¿cómo puedo siquiera proponerlo?. Esta paradoja recuerda a la famosa interpretación de "Sólo sé que no sé nada" de Sócrates, pero en este caso, ni siquiera sabemos que no sabemos nada.

### Demonios maliciosos
Descartes presentó el argumento de los "demonios maliciosos". Este argumento suele narrarse de la siguiente manera, habiendo cambiado de forma.
Soy un neurocirujano que disfruta de un poco de experiencia colocado en una taza de comida. Ahora vivo una vida de "taza" con electrodos poderosamente conectados a la computadora, y estoy erróneamente convencido de que estoy sentado en una computadora pegajosa para escribir estas líneas. Hace seis meses, este malévolo cirujano me había dejado sin cerebro con su cirugía, mientras cierto farmacéutico me había adormecido. Luego se sumergió en todas mis experiencias y opiniones sobre mí y el mundo, y con tanta habilidad que no me di cuenta de nada nuevo. De hecho, creo que no ha pasado nada. Parece que vivo mi vida habitual.
No hay gran duda, sino que esto encaja con lo que puede decirse por la razón. ¿Puedo negar que tengo un cerebro depositado en una taza de comida? ¿Puedo saber de alguna manera si realmente he caído en estas dificultades? Parece que no puedo. Estoy aquí escribiendo estas líneas, aunque, ¡no lo puedo negar!, puede suceder que esté escondiendo mi cerebro en una taza. Pero si el asunto es realmente así, ni siquiera sabré esto. Parece que nos precipitamos hacia el escepticismo.
Objeciones por las que parece que la ciencia se ocupa del intelecto. ¿Debe entenderse la ciencia de tal modo que excluya todo error? Entonces, si sé algo, ¿es posible que me desvíe? Esta postulación carga a la ciencia con una condición severa, pues es extremadamente difícil adquirir tal conocimiento, que está libre de todo error. Es seguro que la luz que emana de la estrella remota eventualmente aparecerá ante nuestros ojos durante muchos años. Pero puede suceder, sin embargo, que en cuanto esa estrella aparezca a la vista, ya no existirá, aunque estamos seguros de que existe. Por lo tanto, es posible que nos equivoquemos. A menos que liberemos la comprensión de la ciencia, no podemos hacerlo sin aceptar el escepticismo. Pero si aceptamos la falibilidad de nuestra ciencia, podemos producir un argumento escéptico de esta manera:
1. (A → B): Si sé que estoy sentado en la mesa escribiendo estas líneas, también sé que no soy un cerebro viviente en una taza.
2. (~B) No sé si no tengo un cerebro en una taza viviente.
3. Por lo tanto (~A) No sé que estaba sentado en la mesa escribiendo estas líneas.

En este argumento la conclusión puede deducirse de los supuestos (1-2) por necesidad lógica . Por lo tanto, si los supuestos son ciertos, es necesario obtener esa conclusión a partir de estas consideraciones. Si aceptamos suposiciones, también recibiremos una conclusión y nos precipitaremos en un escepticismo extremo, ya que podremos argumentar de manera similar contra cualquier proposición epistemológica.
Los primeros recuentos contienen un cierre, lo que significa que el conocimiento de las consecuencias está cerrado. esto es, si alguno sabe de una cierta cosa ( p ) que es verdadera, que sigue la otra cosa, también sabe que es verdadera. Porque yo, si sé que mi padre ahora está aquí en la misma habitación, también sé que no está en el baño. Porque es difícil decir que no sé lo que sé seguir de lo que sé. Si aceptamos la idea de un cierre, parece que debemos aceptar la primera suposición de unos escépticos. Pero el otro consumo también es muy convincente, ya que no puedo negar que tuve el cerebro para estar vivo en la copa sin ninguna evidencia. En realidad, no sé si mi cerebro no estará vivo en la taza. Por lo tanto, no puedo evitar esta conclusión de ninguna manera: no sé que estoy sentado en una mesa en este momento del tiempo.
Seremos capaces de defender el sentido común incluso de esta manera, de modo que convertimos el argumento escéptico propuesto anteriormente tomándolo en el modo de colocarlo.
1. (A → B): Si sé que estoy sentado en la mesa escribiendo estas líneas, también sé que no tengo cerebro flotando en una taza.
2. (A) Sé que estoy sentado a la mesa escribiendo estas líneas.
3. Por lo tanto (B) sé que no soy un cerebro viviente en una taza.

Este argumento también se basa en el principio de cierre. Porque parte de lo que sé que estoy sentado a la mesa, y concluye que sé esto: no soy el cerebro que vive en una taza. Ambos argumentos parecen ser arbitrarios, porque en realidad tenemos aquí una paradoja o una abundancia de proposiciones contradictorias:
1. (A → B): Si sé que estoy sentado en la mesa escribiendo estas líneas, también sé que no tengo cerebro flotando en una taza.
2. (A) Sé que estoy sentado a la mesa escribiendo estas líneas.
3. Por lo tanto (~B) No sé si no tengo un cerebro en una taza viva.

Aunque estos tres argumentos nos agradan, es cierto que todas las cosas no pueden ser verdad, porque difieren entre sí. Para resolver esta paradoja, parecen ofrecerse tres opciones:
1. Podemos omitir el argumento del cierre en el que se han colocado tanto el argumento escéptico como el antiescéptico.
2. Si rechazamos la suposición, podremos demostrar este escepticismo.
3. Si rechazamos el supuesto de ~B, podremos obtener el significado normal del Reidian.

Habiendo resuelto estos asuntos, es poco seguro qué camino debemos seguir, porque parece depender de algo arbitrario en todos los aspectos. Pero el sentido común no ayuda, ya que los tres argumentos, aunque uno por uno dan confianza, parecen conducir a una paradoja. Es difícil decir cómo se puede resolver esta paradoja. Como decía Charles Sanders Peirce, el autor del pragmatismo americano, debemos partir de aquellas creencias que tenemos por el momento. Porque si creo que estoy sentado en una mesa escribiendo estas líneas, y lo hago con tanta firmeza que ninguna otra verdad puede venir a mi mente, no hay razón para dudar de esta opinión presente. Peirce también parece apelar al sentido común, aunque no cree que el sentido común sea infalible. Por una razón similar, Otto Neurath, un filósofo austriaco , compara a los filósofos con marineros, a quienes es necesario reconstruir su barco en mar abierto. Pues Peirce y Neurath están de acuerdo en que el bosque debe partir del sistema conceptual y de las creencias actuales, que deben ser corregidos gradualmente según sea necesario. Como dice Neurath en su comparación, si queremos corregir un sistema de opiniones, debemos utilizar su material e instrumentos. No podremos corregir todo el sistema a la vez, sino la parte apoyándonos en otras partes. Si llamamos a la cuestión completa, somos socavados por la multitud de cosas.

## Véase también

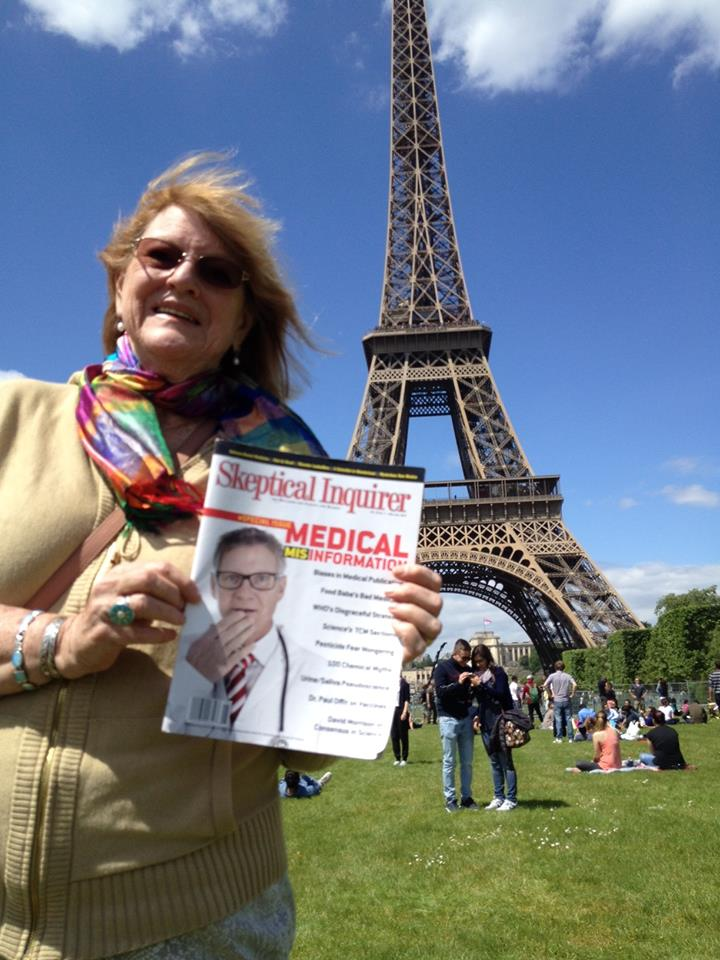
Lectora con un ejemplar de Skeptical Inquirer en París

### Personalidades destacadas
- Bertrand Russell
- Carl Sagan
- James Randi
- Richard Dawkins
- Emily Rosa: A Close Look at Therapeutic Touch[31]

### Literatura escéptica
- Ambrose Bierce: The Devil's Dictionary
- Ignacy Krasicki: Fables and Parables
- Herman Melville: Moby-Dick y otros trabajos
- Montaigne: Essais
- Bolesław Prus: Pharaoh
- Voltaire: Candide

### Organizaciones
- Movimiento Brights
- Center for Inquiry
- Committee for Skeptical Inquiry
- James Randi Educational Foundation
- Rationalist International
- Skeptics in the Pub
- The Skeptics Society

- Sociedad para el Avance del Pensamiento Crítico -SAPC-

### Publicaciones
- MythBusters
- Penn & Teller: Bullshit!
- Skeptic
- Skeptical Inquirer
- Snopes.com
- The Skeptics' Guide to the Universe
- The Straight Dope